# Felix Kammerer
Felix Kammerer (nascido em 19 de setembro de 1995) é um ator austríaco. Ele debutou no filme versão de Nada de Novo no Front para língua alemã de 2022, interpretando Paul Bäumer, o personagem major e figura central da narrativa.

## Vida Pessoal
Os pais de Kammerer são Hans Peter e Angelika Kirchschlager, cantores de ópera.

## Carreira

### Educação e trabalho de palco
Kammerer participou do Conjunto Juvenil de Maresa Hörbiger de 2013 a 2015. Em 2015, começou an estudar na Ernst Busch Academy of Dramatic Arts Berlin e terminou seus estudos em 2019. Durante a sua formação trabalhou no Berliner Arbeiter-Theater em Rossum's Universal Robots de Karel Čapek e em Michael Kohlhaas - An Attempt to Leave the Circle adaptado livremente de Heinrich von Kleist, e em 2017 apareceu no palco do Deutsche Theatre Berlin em Marat/Sade dirigido por Stefan Pucher.

### Nada de Novo no Front
Em 2022, Kammerer fez sua estreia no cinema aparecendo como Paul Bäumer, o papel principal na adaptação de Edward Berger para a língua alemã do romance de Erich Maria Remarque de 1928, Nada de Novo no Front. Berger estava no elenco para o papel de Bäumer quando Kammerer foi identificado por Sabrina Zwach, esposa do produtor do filme, Malte Grunert. Grunert ficou tão impressionado com o desempenho de Kammerer no Burgtheater que lhe ofereceu uma audição imediata e deu uma recomendação pessoal a Berger. Berger descreveu ter visto o rosto de Kammerer pela primeira vez e ficado impressionado com o fato de ele "já ser tão antiquado e de aparência tão clássica, tão puro e tão inocente". Eles continuaram a escalar por quatro a cinco meses e Berger disse:
Eu vi cerca de 500 jovens atores. E convidamos Felix novamente e novamente. E a cada vez, ele ficava cada vez melhor, crescendo no papel. A certa altura, ficou claro que tinha que ser ele. Foi uma verdadeira descoberta.
O desempenho de Kammerer em Nada de Novo no Front foi amplamente elogiado. Maggie Lovitt para Collider escreveu "Em sua primeira atuação na tela, Kammerer prova ser um novato promissor no cenário global. Paul Bäumer não é um papel fácil de assumir; a fisicalidade do papel por si só pode esmagar um artista, e isso é sem considerar o grande impacto emocional sofrido para retratar a vergonha, a depravação e a agonia da guerra. Paul é o coração do filme, e Kammerer revela sem esforço sua alma para o público enquanto a guerra toma e tira e tira seu personagem. John Nugent of Empire (revista) descreveu seu desempenho como "extremamente impactante, mesmo quando coberto de lama" Danny Leigh no The Financial Times o descreve como um "recém-chegado notável", com Kate Connolly no The Guardian descrevendo como "Bäumer é interpretado de maneira terna e brilhante pelo estreante Felix Kammerer". Justin Chang, do IGN, diz: "Kammerer pode ser um novato, mas seu desempenho é sutil e arrepiante em medidas iguais. Bäumer não está apenas perdido - cada momento da vida na linha de frente o deixa tentando desesperadamente pegar seu respiração. Kammerer captura cada momento com uma profundidade agonizante que ele usa em sua manga. Esta performance verdadeiramente incrível destaca o horror de um jovem soldado forçado a enfrentar todos os pesadelos imagináveis. Bäumer está sob as lentes, pois cada momento o empurra para mais longe de o jovem que ele era."

## Filmografia

### Filme
| Ano  | Trabalhar             | Papel              | Notas                |
| ---- | --------------------- | ------------------ | -------------------- |
| 2021 | Durer                 | Hans Baldung Grien | Filme para televisão |
| 2022 | Nada de Novo no Front | Paul Bäumer        | [ 12 ]               |
| TBA  | Éden                  | TBA                | Em produção          |
| TBA  | Frankenstein          | TBA                | filmando             |

### Televisão
| Ano  | Título                         | Papel   | Notas  |
| ---- | ------------------------------ | ------- | ------ |
| 2023 | O Passo                        | TBA     | [ 13 ] |
| 2023 | Toda a luz que não podemos ver | Schmidt | [ 14 ] |